# 茶筅

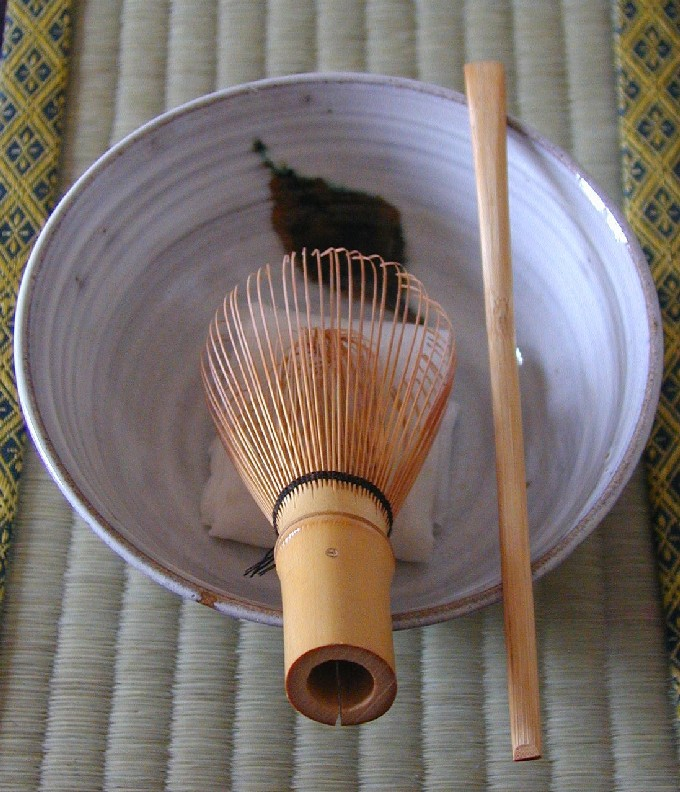
日本茶筅（日語：ちゃせん^{Chasen}）、茶碗和茶匙

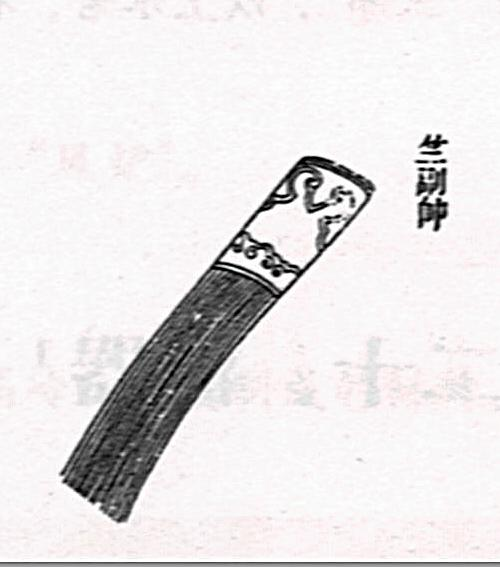
中國宋代《茶具圖贊》中繪製的茶筅，與今日本產茶筅的形制有不同

茶筅，又名茶刷，《茶具圖贊》名之竺副帥，由一截竹筒經精細切割製成，形如竹刷，用以在點茶過程中攪拌茶湯，使末茶和水均勻混合，並產生一層沫餑。茶筅在宋代時發明，於北宋中期取代茶匙。隨著點茶法傳播至日本、朝鮮、琉球，茶筅亦同時傳入這些地區。在中國，於明代之後棄用點茶法而不再被使用，現今多見於日本，並被改進。。琉球茶道以及那霸的琉球泡泡茶也有使用。
現今日本的茶筅多以種植三年的竹子爲原材料製作。在日本，茶筅上部的長條被稱爲“穗”。根據茶類不同，上部竹條（穗）的根數也有所不同。一般薄茶需要穗數更多的茶筅進行擊拂，濃茶則相反。
| 穗数 | 名称       |
| ---- | ---------- |
| 16   | 平穗       |
| 32   | 荒穗       |
| 48   | 中荒穗     |
| 64   | 常穗/並穗  |
| 72   | 数穗/繁穗  |
| 80   | 八十本立   |
| 96   | 百本立     |
| 120  | 百二十本立 |

又指清潔茶具的竹器。

## 歷史
末茶点饮法是宋代主流的食茶方式，用於點茶的茶筅在北宋被發明，並在中期取代茶匙。相較於茶匙，以茶筅擊拂茶湯可以获得较好的点茶效果，使茶湯出現當時文人推崇的一層白色湯花，並保持較長的停留時間（“咬盞”）。
隨著泡茶法的流行，明代開始，茶筅在中國也不再被使用，在日本隨著茶道流傳至今。

## 用途
|                | 匙茶入甌，注湯筅之，候浪花浮成雲頭、雨腳乃止。 |
| ——朱權《茶譜》 |                                                |

|                    | 點茶不一，調膏繼刻，以湯註之，手重筅輕，無粟文蟹眼者，調之靜面點。蓋擊拂無力，茶不發立，水乳未浹，又復增湯，色澤不盡，英華淪散，茶無立作矣。有隨湯擊拂，干筅俱重，立文泛泛。謂之一發點、蓋用湯已故，指腕不圓，粥面未凝。茶力已盡，雲霧雖泛，水腳易生。妙於此者，量茶受湯，調如融膠。環註盞畔，勿使侵茶。勢不砍猛，先須攪動茶膏，漸加周拂，手輕筅重，指繞腕旋，上下透徹，如酵蘗之起面。疏星皎月，燦然而生，則茶之根本立矣。 第二湯自茶面註之，周回一線。急註急上，茶面不動，擊指既力，色澤慚開，珠璣磊落。 三湯多置。如前擊拂，漸貴輕勻，同環旋復，表裏洞徹，粟文蟹眼，泛結雜起，茶之色十已得其六七。 四湯尚嗇。筅欲轉稍寬而勿速，其清真華彩，既已煥發，雲霧漸生。 五湯乃可少縱，筅欲輕勻而透達。如發立未盡，則擊以作之；發立已過，則拂以斂之。結浚靄，結凝雪。茶色盡矣。 六湯以觀立作，乳點勃結則以筅著，居緩繞拂動而已。 七湯以分輕清重濁，相稀稠得中，可欲則止。乳霧洶湧，溢盞而起，周回旋而不動，謂之咬盞。 |
| ——趙佶《大觀茶論》 | |

- 注水入茶碗
- 以茶筅擊拂攪拌

點茶的步驟是：先將末茶置於茶碗中，夾少量開水“調膏”；再一邊注入水、一邊以茶筅“擊拂”。宋徽宗認爲要注湯、擊拂七次。擊拂是指用茶筅將末茶和水攪拌均勻，使茶湯表面呈現一層白色的湯花。